# Шарль Жан де ла Валле-Пуссен
Барон Шарль Жан Етьєн Густав Ніколя де ла Валле-Пуссен (фр. Charles Jean Étienne Gustave Nicolas de la Vallée Poussin, 1866—1962, іноді: Валле Пуссен) — бельгійський математик, відомий своїми глибокими результатами в теорії чисел, математичному аналізі та інших галузях математики. Член Бельгійської академії наук (1909), член-кореспондент Паризької (1945), Римської та Папської академій наук, почесний доктор університетів Парижа, Торонто, Страсбурга, Осло, Мадрида, Неаполя, Бостона.

## Біографія
Народився в Левені, північна Бельгія. Закінчив Вище технічне училище в Брюсселі, потім слухав лекції в Левенському університеті, де його батько викладав мінералогію і геологію. З 1891 року, після захисту дисертації — співробітник університету (помічник професора на кафедрі математичного аналізу), з 1897 року — професор.
У 1914 році, коли Левен штурмувала німецька армія, Валле-Пуссен виїхав до США, де його запросили викладати в Гарвардському університеті. Після закінчення війни він повернувся до Європи, деякий час викладав в паризькій Сорбонні, після чого отримав свою кафедру в Левені. Коли в 1920 році був заснований Міжнародний математичний союз, Валле-Пуссен став його першим президентом.
У 1930 році за видатні наукові заслуги бельгійський король присвоїв Валле-Пуссену титул барона. Помер в 1962 році від ускладнень після перелому плеча.

## Наукова діяльність
Діапазон досліджень Валле-Пуссена надзвичайно широкий — теорія чисел, теорія множин, математичний аналіз, тригонометричні ряди, теорія наближення функцій, поліномоми, теорія потенціалу.
Одночасно з  Жаком Адамаром він довів в 1896 році покращений асимптотичний закон розподілу простих чисел і уточнив результати П. Л. Чебишева щодо асимптотичної поведінки функції розподілу. Довів припущення А. М. Лежандра про кількість простих чисел, менших заданого.
В комплексному аналізі Валле-Пуссен вивчав Конформне відображення багатозв'язних областей, квазіаналітічні функції, властивості дзета-функції Рімана, методи інтегрування ряду Лорана. Його ім'ям названо один з методів підсумовування числових рядів (1908). Валле-Пуссен дав визначення узагальненої симетричної похідною (похідна Валле-Пуссена). У 1911 році опублікував ознаку точкової збіжності ряду Фур'є.
Валле-Пуссен підготував і опублікував ряд навчальних посібників, в тому числі курси з аналізу та теоретичної механіки. Ці книги багато разів перевидавалися і були перекладені багатьма мовами.

## Публікації
- Œuvres, vol. 1 (Біографія та теорія чисел), 2000

- Cours d´Analyse, 2 vols., 1903, 1906 (7-е видання1938), Передрук 2-го видання 1912, 1914, ISBN 2-87647-227-9.[8] Online:
  - Cours d'analyse infinitésimale, Tome I[9]
    - Курс аналізу нескінченно малих, том 1, 1922, переклад з французької українських вчених Якова Тамаркіна та Григорія Фіхтенгольца

  - Cours d'analyse infinitésimale, Tome II
    - Курс аналізу нескінченно малих, том 2, 1933, переклад з французької українського вченого Григорія Фіхтенгольца

- Integrals de Lebesgue, fonctions d´ensemble, classes de Baire,[10] 2-е видання 1934, ISBN 2-87647-159-0
- Le potentiel logarithmique, balayage et representation conforme, Париж, Левен 1949
- Recherches analytiques de la théorie des nombres premiers, Annales de la Societe Scientifique de Bruxelles vol. 20 B, 1896, pp. 183–256, 281–352, 363–397, vol. 21 B, pp. 351–368 (теорема про прості числа)
- Sur la fonction Zeta de Riemann et le nombre des nombres premiers inferieur a une limite donnée, Mémoires couronnés de l Academie de Belgique, vol.59, 1899, pp. 1–74
- Leçons sur l'approximation des fonctions d'une variable réelle Париж, 1919,[11] 1952